# Graphania probenota
Graphania probenota là một loài bướm đêm trong họ Noctuidae.